# Els misteris de...
Els misteris de... (títol original en francès, Les Mystères de...) és una col·lecció de telefilms policíacs francesos ambientats principalment a Nova Aquitània, però també a la Provença-Alps-Costa Blava. Es va estrenar el 2017 pel canal France 3. Està produïda per Flach Film Production. Alguns telefilms s'han doblat al català oriental central per a TV3 i al valencià per a À Punt.

## Episodis
| Núm. | Títol                                     | Direcció            | Guió                                | Data d'emissió original                                                                           |
| ---- | ----------------------------------------- | ------------------- | ----------------------------------- | ------------------------------------------------------------------------------------------------- |
| 1    | «Els misteris de l'illa»                  | François Guérin     | David D'Aquaro                      | 17 de gener de 2017 (France 3)                                                                    |
| 2    | «Els misteris de la basílica»             | François Guérin     | David D'Aquaro                      | 14 d'abril de 2018 (France 3)                                                                     |
| 3    | «Els misteris del Bosc Galant»            | Lorenzo Gabriele    | Philippe Le Dem                     | 30 de març de 2019 (France 3)                                                                     |
| 4    | «Els misteris de les majorets»            | Lorenzo Gabriele    | Laure Duthilleul                    | 22 de març de 2020 (La Une) 30 de març de 2020 (France 3)                                         |
| 5    | «Els misteris de la coral»                | Emmanuelle Dubergey | Philippe Le Dem                     | 15 de novembre de 2020 (La Une) 18 de desembre de 2020 (RTS1) 13 de febrer de 2021 (France 3)     |
| 6    | «Els misteris de l'Escola de Gendarmeria» | Lorenzo Gabriele    | Philippe Le Dem i Lorenzo Gabriele  | 12 de setembre de 2021 (La Une) 25 de setembre de 2021 (France 3)                                 |
| 7    | «Les Mystères de la duchesse»             | Emmanuelle Dubergey | Philippe Le Dem i Lorenzo Gabriele  | 10 de setembre de 2022 (La Une) 15 de setembre de 2022 (RTS Un) 17 de setembre de 2022 (France 3) |
| 8    | «Els misteris de la marea»                | Lorenzo Gabriele    | Laure Duthilleul i Lorenzo Gabriele | 3 de setembre de 2023 (La Une) 29 de setembre de 2023 (RTS Un) 30 de setembre de 2023 (France 3)  |